# Paul Marcon

a Compétitions nationales et continentales officielles uniquement.

b Matchs officiels uniquement.
Paul Marcon, né le 10 juillet 1995, est un joueur de rugby à XIII français évoluant au poste d'ailier et fils de Serge Marcon international français de rugby à XIII. Formé à Tonneins, ville dont il est originaire,  il débute en Élite 1 sous les couleurs Villeneuve-sur-Lot, avant de rejoindre Toulouse à partir de 2013 et prend part au Championship.
Ses performances en club en équipe de France avec une sélection en 2018. Il est sélectionné en équipe de France pour prendre part à la première édition de Coupe du monde de rugby à 9 en 2019.

## Biographie
Il est le fils de Serge Marcon et le petit fils de Primo Marcon. 
Il est sélectionné trois fois en équipe de France Cadet, puis en équipe de France juniors . Il suit des études au CREPS de Toulouse et effectue ensuite un stage de quinze jours dans le club anglais de Wakefield. Il signe ensuite au Toulouse Élite 1. 

## Palmarès
- Collectif :
  - Vainqueur de la Coupe d'Europe : 2018 ( France).
  - Vainqueur du Championship : 2021 (Toulouse).
  - Finaliste du Championship : 2023 et 2024 (Toulouse).

## Détails

### En sélection

#### Détails en sélection
| Matchs internationaux de Paul Marcon                                 | Matchs internationaux de Paul Marcon | Matchs internationaux de Paul Marcon | Matchs internationaux de Paul Marcon | Matchs internationaux de Paul Marcon | Matchs internationaux de Paul Marcon | Matchs internationaux de Paul Marcon | Matchs internationaux de Paul Marcon | Matchs internationaux de Paul Marcon | Matchs internationaux de Paul Marcon | Matchs internationaux de Paul Marcon | Matchs internationaux de Paul Marcon |
|                                                                      | Date                                 | Adversaire                           | Résultat                             | Compétition                          | Poste                                | Points                               | Essais                               | Pen.                                 | Drops                                |                                      |                                      |
| -------------------------------------------------------------------- | ------------------------------------ | ------------------------------------ | ------------------------------------ | ------------------------------------ | ------------------------------------ | ------------------------------------ | ------------------------------------ | ------------------------------------ | ------------------------------------ | ------------------------------------ | ------------------------------------ |
| 1.                                                                   | 17 octobre 2018                      | Angleterre                           | 6-44                                 | Amical                               | Ailier                               | 0                                    | 0                                    | 0                                    | 0                                    |                                      |                                      |
| 2.                                                                   | 27 octobre 2018                      | pays de Galles                       | 54-18                                | Coupe d'Europe                       | Ailier                               | 8                                    | 2                                    | -                                    | -                                    |                                      |                                      |
| 3.                                                                   | 3 novembre 2018                      | Irlande                              | 24-10                                | Coupe d'Europe                       | Ailier                               | 4                                    | 1                                    | -                                    | -                                    |                                      |                                      |
| 4.                                                                   | 10 novembre 2018                     | Écosse                               | 28-10                                | Coupe d'Europe                       | Ailier                               | -                                    | -                                    | -                                    | -                                    |                                      |                                      |
| 5.                                                                   | 19 juin 2022                         | Pays de Galles                       | 34-10                                | Test-match                           | Ailier                               | -                                    | -                                    | -                                    | -                                    |                                      |                                      |
| Matchs internationaux de Paul Marcon sous l'équipe de France de neuf |                                      |                                      |                                      |                                      |                                      |                                      |                                      |                                      |                                      |                                      |                                      |
| 1.                                                                   | 18 octobre 2019                      | Liban                                | 8-12                                 | Coupe du monde                       | Arrière                              | 4                                    | 1                                    | -                                    | -                                    |                                      |                                      |
| 2.                                                                   | 19 octobre 2019                      | Pays de Galles                       | 23-6                                 | Coupe du monde                       | Arrière                              | -                                    | -                                    | -                                    | -                                    |                                      |                                      |
| 3.                                                                   | 19 octobre 2019                      | Angleterre                           | 4-38                                 | Coupe du monde                       | Arrière                              | -                                    | -                                    | -                                    | -                                    |                                      |                                      |

### En club
| Saison | Club                    | Compétition  | Matchs | Points | Essais | Buts | Drop |
| ------ | ----------------------- | ------------ | ------ | ------ | ------ | ---- | ---- |
| 2016   | Toulouse olympique XIII | League 1     | 1      | 4      | 1      | -    | -    |
| 2017   | Toulouse olympique XIII | Championship | 24     | 56     | 14     | -    | -    |
| 2018   | Toulouse olympique XIII | Championship | 20     | 44     | 11     | -    | -    |
| 2019   | Toulouse olympique XIII | Championship | 22     | 48     | 12     | -    | -    |
| 2020   | Toulouse olympique XIII | Championship | 5      | 28     | 7      | -    | -    |
| 2021   | Toulouse olympique XIII | -            | -      | -      | -      |      |      |
| 2022   | Toulouse olympique XIII | Super League | 16     | 20     | 5      | -    | -    |